# Stazione di Alpignano
Stazione di Alpignano vasútállomás Olaszországban, Alpignano településen.

## Vasútvonalak
Az állomást az alábbi vasútvonalak érintik:
- Torino–Modane-vasútvonal

## Kapcsolódó állomások
A vasútállomáshoz az alábbi állomások vannak a legközelebb:
- Stazione di Rosta (Stazione di Bardonecchia, Stazione di Susa, Line SFM3)
- Stazione di Collegno (Stazione di Torino Porta Nuova, Line SFM3)